# Just Can't Get Enough (canção de Depeche Mode)
"Just Can't Get Enough" é uma canção da banda inglesa Depeche Mode. Ele foi originalmente lançado no Reino Unido em 7 de setembro de 1981, e foi também o primeiro single da banda a ser lançado nos Estados Unidos, em 18 de fevereiro de 1982. Foi o último single a ser escrito pelo membro fundador Vince Clarke, que deixaria a banda em dezembro de 1981. A canção foi incluída no primeiro álbum da banda, Speak & Spell, que foi lançado um mês depois do single.
A única versão de "Just Can't Get Enough" é a mesma que aparece na edição britânica de Speak & Spell. O single traz uma "Schizo Mix" que é uma versão estendida com uma introdução diferente, e uma música ambiente e depois surgindo os coros. Esta versão aparece na edição americana de Speak & Spell, no relançamento britânico do mesmo álbum, no relançamento do The Singles 81-85 e no Remixes 81-04.
Além disso, o lado B "Any Second Now" foi a primeira instrumental disponível comercialmente da banda. Ela aparece no relançamento britânico do Speak & Spell. Uma versão incluindo vocais (a primeira música a ser cantada por Martin L. Gore) que aparece no álbum como "Any Second Now (Voices)". Existe também uma versão estendida, o "Altered Mix". Na versão americana, o lado B é "Tora! Tora! Tora!". No álbum, a canção é interligada pela faixa anterior, "Photographic", mas no single aparece com a introdução limpa.
O single atingiu o oitavo lugar na UK Singles Charts do Reino Unido e o vigésimo sexto na Hot U.S Dance Music/Club Play Chart dos Estados Unidos, tornando-se seu maior hit single no momento em ambas.
"Just Can't Get Enough" foi a primeira canção do Depeche Mode a ganhar um videoclipe. É o único vídeo que tem a aparição de Vince Clarke.

## Televisão e cinema
"Just Can't Get Enough" aparece no filme de 1982 chamado "Amantes de Verão" (Summer Lovers) e em 1998 no filme Afinado no Amor (The Wedding Singer).
A cover do Nouvelle Vague tem sido amplamente usada como música de fundo na televisão britânica, inclusive sendo usado como tema para a promoção de natal da BBC One em 2004.
A música também apareceu na novela da Rede Globo de 1983 chamado Louco Amor.[carece de fontes?]

## Covers
Em 2004, a banda francesa Nouvelle Vague adaptou a canção em um jazz/bossa-nova no álbum Nouvelle Vague. A cantora japonesa Anna Tsuchiya fez uma cover em seu single "Kuroi Namida" de 2007. Em 2009, a girl group britânica The Saturdays fez um cover beneficente para a Comic Relief. Em 2011, ganhou uma versão rockabilly no álbum Rock’n’Roll Therapy de Dick Brave & The BackBeats, projeto do cantor alemão Sascha Schmitz.

## Faixas do single
"7: Mute/7Mute16 (Reino Unido)
1. Just Can't Get Enough
2. Any Second Now

"12: Mute/12Mute16 (Reino Unido)
1. Just Can't Get Enough (Schizo Mix)
2. Any Second Now (Altered)

CD: Mute/CDMute16 (Reino Unido) (1991)
1. Just Can't Get Enough
2. Any Second Now
3. Just Can't Get Enough (Schizo Mix)
4. Any Second Now (Altered)

"7: Sire/SRE50029 (EUA)
1. Just Can't Get Enough
2. Tora! Tora! Tora!

- Todas as músicas foram escritas por Vince Clarke exceto "Tora! Tora! Tora!", escrito por Martin L. Gore.

## Versão de The Saturdays
"Just Can't Get Enough" era um single oficial da Comic Relief para 2009. Em 8 de março de 2009, a canção entrou na UK Singles Chart (do Reino Unido) na posição #2, onde ficou, sendo batido por Flo Rida sendo o primeiro single da Comic Relief a não ficar na primeira posição em 14 anos. No entanto ele deu a posição mais alta para as The Saturdays e marcou se quarto consecutivo top ten hit no Reino Unido. O sucesso deste single foi posteriormente acompanhado por Forever Is Over.
O videoclipe estreou no MSN em 9 de fevereiro de 2009. O vídeo mostra cada integrante em um calendário falso de pin up dos anos 50 e usa uma edição diferente do "Single Version".

### Paradas
A canção entrou na UK Singles Chart na posição #2. Ele foi batido pela canção Right Round do Flo Rida que ficou na primeira posição. Este é o primeiro single da Comic Relief, desde 1995, a perder nesta parada (embora seja o segundo single que não atinge o ponto mais alto). É o 15º single de maior venda de 2009.
| Parada                | Posição |
| --------------------- | ------- |
| UK Singles Chart      | 2       |
| Irish Singles Chart   | 6       |
| Hungary Airplay Chart | 13      |

### Faixas
CD Single
1. "Just Can't Get Enough" (Radio Mix)
2. "Golden Rules"

Digital Single
1. "Just Can't Get Enough" (Radio Mix)
2. "Just Can't Get Enough" (Video Mix)
3. "Just Can't Get Enough" (Wideboyz Club Mix)
4. "Just Can't Get Enough" Video (apenas para a edição do iTunes)